# MLB All-Star Game 1945
MLB All-Star Game 1945 – Mecz Gwiazd ligi MLB, który został odwołany z powodu ograniczeń podróży po USA podczas II wojny światowej. Mecz miał odbyć się na stadionie Fenway Park w Bostonie 10 lipca 1945. 
W zamian rozegrano siedem meczów międzyligowych pomiędzy New York Yankees i New York Giants na Polo Grounds, Chicago Cubs i Chicago White Sox na Comiskey Park, Cincinnati Reds i Cleveland Indians na Cleveland Stadium, Brooklyn Dodgers i Washington Senators na Griffith Stadium, St. Louis Cardinals i St. Louis Browns na Sportsman's Park, Philadelphia Athletics i Philadelphia Phillies na Shibe Park oraz Boston Braves i Boston Red Sox na Fenway Park. Dochód z tych spotkań został przeznaczony  na działalność Amerykańskiego Czerwonego Krzyża.

## Nieoficjalna lista uczestników
Nieoficjalną listę uczestników utworzyli dziennikarze Associated Press.
| Miotacze - Hank Borowy (2) - Russ Christopher (1) - Dave Ferriss (1) - Steve Gromek (1) - Thornton Lee (2) - Dutch Leonard (4) - Hal Newhouser (4) - Allie Reynolds (1) Łapacze - Rick Ferrell (8) - Frankie Hayes (5) - Mike Tresh (5) |  | Wewnątrzpolowi - Lou Boudreau (6) - Tony Cuccinello (3) - Nick Etten (1) - Oscar Grimes (1) - Eddie Mayo (1) - George McQuinn (5) - Vern Stephens (3) - Snuffy Stirnweiss (1) Zapolowi - George Case (4) - Doc Cramer (6) - Hank Greenberg (5) - Jeff Heath (3) - Bob Johnson (8) - Wally Moses (2) |  | Menadżer - Billy Southworth |

| Miotacze - Red Barrett (1) - Mort Cooper (3) - Hal Gregg (1) - Van Mungo (4) - Claude Passeau (5) - Preacher Roe (1) - Rip Sewell (3) - Hank Wyse (1) Łapacze - Ernie Lombardi (8) - Phil Masi (1) - Ken O'Dea (1) |  | Wewnątrzpolowi - Phil Cavarretta (2) - Bob Elliott (4) - Stan Hack (5) - Don Johnson (5) - Whitey Kurowski (3) - Marty Marion (3) - Frank McCormick (8) - Emil Verban (1) Zapolowi - Tommy Holmes (1) - Mel Ott (12) - Andy Pafko (1) - Goody Rosen (1) - Dixie Walker (3) |  | Menadżer - Luke Sewell |

- W nawiasie podano liczbę powołań do All-Star Game.